# Karina Rohr Sørensen
Karina Rohr Sørensen (født 1975 i Esbjerg) dansk politiker (Folkebevægelsen mod EU) og socialrådgiver. 
Karina Rohr Sørensen er medlem af Folkebevægelsens forretningsudvalg og styrelse. Hun kom ind i forretningsudvalget i 1990'erne og kom kort tid efter ind i bevægelsens daglige ledelse ("styrelsen"). I styrelsen har hun flere ansvarsområder bl.a. fremlægger hun bevægelsens årsplaner på landsmøderne. 
Karina Rohr Sørensen var kandidat for Folkebevægelsen ved EU-valgene i 1999 (nr.11), 2004 (nr. 3) og 2009 (nr. 4). I 2004 var hun én af bevægelsens tre spidskandidater. Både i 1999 og i 2004 deltog hun i TV-debatterne. Hun er en kendt og meget brugt debattør ved møder om EU-spørgsmål. Desuden er hun medlem af Kommunistisk Parti. I denne forbindelse deltager hun også i venstrefløjens debatter om andre spørgsmål. 
Fra 2001 til 2008 var hun talsperson for Folkebevægelsen og dermed en del af bevægelsens uofficielle formandskab. 

## Erhverv
- Arbejder som udviklingskonsulent på misbrugsområdet.
- Tidligere socialrådgiver i Gundsø Kommune, Københavns Kommune og Københavns Amt.